# 新九組
新九組，是最後一任香港總督彭定康在1992年時為1995年香港立法局選舉所設立的九個新功能組別。

## 內容
彭定康在1992年上任港督之後，在當年的首份施政報告推出政改方案，內容包括改變最後一屆立法局的組成及取消所有區議會委任議席等。根據方案，最後一屆香港立法局會大幅度增加直選議席，以及增加九個功能組別：
1. 漁農、礦產、能源及建造界
2. 紡織及製衣界
3. 製造界
4. 進出口界
5. 批發及零售界
6. 酒店及飲食界
7. 運輸及通訊界
8. 金融、保險、地產及商業服務界
9. 公共、社會及個人服務界

## 立法局表決
《1993年選舉規定（雜項修訂）（第2號）條例草案》實施前四項建議的改革，以及《1994年立法局（選舉規定）（修訂）條例草案》實施後三項建議的改革，分別於1994年2月24日和1994年6月30日在立法局通過，儘管港澳辦主任魯平不停打電話去遊說立法局議員對彭定康提出的政改方案投反對票或棄權票。
彭定康提出的政改方案有十四項修正案。李鵬飛的自由黨及其盟友試圖去修改彭定康方案以保障功能組別的利益，魯平動員其立法局內的盟友去支持李鵬飛的修正案，其中身兼匯豐銀行董事會成員的立法局議員鄭海泉因受到董事局主席浦偉士爵士的壓力而投票支持自由黨修正案，不過自由黨的修正案在1994年6月29日卻因為政府三名立法局官守議員投下的反對票而以28對29票的一票之差被否決。
劉慧卿提出在1995年立法局選舉中實施全面直選的修正案得到港同盟和民協的支持，但卻因為匯點四名立法局議員棄權而以20對21票的一票之差被否決。
關於自由黨修正案、劉慧卿修正案以及彭定康法案在立法局表決的投票結果細節詳情如下：
| 席位     | 組別                   | 姓名     | 政治聯繫 | 政治聯繫  | 自由黨 修正案 | 劉慧卿 修正案 | 彭定康 法案 |
| -------- | ---------------------- | -------- | -------- | --------- | ------------- | ------------- | ----------- |
| 委任議員 | 主席                   | 施偉賢   |          | 獨立      | 出席          | 出席          | 出席        |
| 官守議員 | 布政司                 | 陳方安生 |          | 無黨籍    | 反對          | 反對          | 贊成        |
| 官守議員 | 財政司                 | 麥高樂   |          | 無黨籍    | 反對          | 反對          | 贊成        |
| 官守議員 | 律政司                 | 馬富善   |          | 無黨籍    | 反對          | 反對          | 贊成        |
| 委任議員 | 委任                   | 李鵬飛   |          | 自 自由黨 | 贊成          | 反對          | 反對        |
| 委任議員 | 委任                   | 周梁淑怡 |          | 自 自由黨 | 贊成          | 反對          | 反對        |
| 功能組別 | 社會服務界             | 許賢發   |          | 獨立      | 反對          | 贊成          | 贊成        |
| 地方選區 | 港島東                 | 李柱銘   |          | 港 港同盟 | 反對          | 贊成          | 贊成        |
| 功能組別 | 金融界                 | 李國寶   |          | 獨立      | 贊成          | 缺席          | 缺席        |
| 功能組別 | 工業界（第二）         | 倪少傑   |          | 自 自由黨 | 贊成          | 缺席          | 反對        |
| 功能組別 | 勞工界                 | 彭震海   |          | 工團      | 反對          | 贊成          | 贊成        |
| 地方選區 | 九龍東                 | 司徒華   |          | 港 港同盟 | 反對          | 贊成          | 贊成        |
| 功能組別 | 勞工界                 | 譚耀宗   |          | 工聯會    | 贊成          | 缺席          | 反對        |
| 地方選區 | 新界東                 | 黃宏發   |          | 獨立      | 反對          | 反對          | 贊成        |
| 功能組別 | 鄉議局                 | 劉皇發   |          | 自 自由黨 | 贊成          | 缺席          | 反對        |
| 功能組別 | 建築、測量及都市規劃界 | 何承天   |          | 自 自由黨 | 贊成          | 反對          | 反對        |
| 功能組別 | 地產及建造界           | 夏佳理   |          | 自 自由黨 | 贊成          | 反對          | 反對        |
| 委任議員 | 委任                   | 鮑磊     |          | 早餐派    | 棄權          | 棄權          | 棄權        |
| 委任議員 | 委任                   | 林貝聿嘉 |          | 獨立      | 贊成          | 缺席          | 棄權        |
| 委任議員 | 委任                   | 劉健儀   |          | 自 自由黨 | 贊成          | 反對          | 反對        |
| 委任議員 | 委任                   | 劉華森   |          | 自 自由黨 | 贊成          | 反對          | 反對        |
| 功能組別 | 醫學界                 | 梁智鴻   |          | 匯 匯點   | 反對          | 棄權          | 贊成        |
| 功能組別 | 商界（第一）           | 麥理覺   |          | 民主會    | 反對          | 贊成          | 贊成        |
| 功能組別 | 市政局                 | 杜葉錫恩 |          | 獨立      | 贊成          | 反對          | 反對        |
| 功能組別 | 會計界                 | 黃匡源   |          | 自 自由黨 | 贊成          | 反對          | 反對        |
| 地方選區 | 新界南                 | 陳偉業   |          | 港 港同盟 | 反對          | 贊成          | 贊成        |
| 委任議員 | 委任                   | 鄭海泉   |          | 獨立      | 贊成          | 反對          | 贊成        |
| 委任議員 | 委任                   | 鄭慕智   |          | 自 自由黨 | 贊成          | 反對          | 反對        |
| 委任議員 | 委任                   | 張建東   |          | 早餐派    | 贊成          | 反對          | 反對        |
| 功能組別 | 教學界                 | 張文光   |          | 港 港同盟 | 反對          | 贊成          | 贊成        |
| 功能組別 | 金融服務界             | 詹培忠   |          | 獨立      | 贊成          | 缺席          | 反對        |
| 地方選區 | 新界北                 | 馮智活   |          | 港 港同盟 | 反對          | 贊成          | 贊成        |
| 地方選區 | 九龍西                 | 馮檢基   |          | 民 民協   | 反對          | 贊成          | 贊成        |
| 委任議員 | 委任                   | 夏永豪   |          | 獨立      | 反對          | 缺席          | 贊成        |
| 功能組別 | 衛生界                 | 何敏嘉   |          | 港 港同盟 | 反對          | 贊成          | 贊成        |
| 地方選區 | 港島西                 | 黃震遐   |          | 港 港同盟 | 反對          | 贊成          | 贊成        |
| 功能組別 | 法律界                 | 葉錫安   |          | 早餐派    | 棄權          | 反對          | 贊成        |
| 委任議員 | 委任                   | 林鉅津   |          | 自 自由黨 | 贊成          | 缺席          | 反對        |
| 地方選區 | 九龍中                 | 林鉅成   |          | 港 港同盟 | 反對          | 贊成          | 贊成        |
| 地方選區 | 九龍中                 | 劉千石   |          | 港 港同盟 | 反對          | 贊成          | 贊成        |
| 地方選區 | 新界東                 | 劉慧卿   |          | 獨立      | 反對          | 贊成          | 反對        |
| 地方選區 | 新界南                 | 李永達   |          | 港 港同盟 | 反對          | 贊成          | 贊成        |
| 委任議員 | 委任                   | 李家祥   |          | 早餐派    | 贊成          | 反對          | 贊成        |
| 地方選區 | 九龍東                 | 李華明   |          | 匯 匯點   | 反對          | 棄權          | 贊成        |
| 地方選區 | 港島東                 | 文世昌   |          | 港 港同盟 | 反對          | 贊成          | 贊成        |
| 委任議員 | 委任                   | 潘國濂   |          | 自 自由黨 | 贊成          | 反對          | 反對        |
| 委任議員 | 委任                   | 唐英年   |          | 自 自由黨 | 贊成          | 缺席          | 反對        |
| 地方選區 | 新界北                 | 狄志遠   |          | 匯 匯點   | 反對          | 棄權          | 贊成        |
| 地方選區 | 九龍西                 | 涂謹申   |          | 港 港同盟 | 反對          | 贊成          | 贊成        |
| 功能組別 | 工程界                 | 黃秉槐   |          | 早餐派    | 贊成          | 缺席          | 贊成        |
| 功能組別 | 商界（第二）           | 黃宜弘   |          | 新 新港盟 | 贊成          | 反對          | 反對        |
| 地方選區 | 港島西                 | 楊森     |          | 港 港同盟 | 反對          | 贊成          | 贊成        |
| 功能組別 | 旅遊界                 | 楊孝華   |          | 自 自由黨 | 贊成          | 反對          | 反對        |
| 地方選區 | 新界西                 | 黃偉賢   |          | 匯 匯點   | 反對          | 棄權          | 贊成        |
| 地方選區 | 新界西                 | 鄧兆棠   |          | 獨立      | 贊成          | 缺席          | 反對        |
| 委任議員 | 委任                   | 陸恭蕙   |          | 獨立      | 反對          | 贊成          | 贊成        |
| 委任議員 | 委任                   | 陸觀豪   |          | 獨立      | 缺席          | 反對          | 反對        |
| 委任議員 | 委任                   | 胡紅玉   |          | 獨立      | 反對          | 贊成          | 贊成        |
| 功能組別 | 工業界（第一）         | 田北俊   |          | 自 自由黨 | 贊成          | 缺席          | 反對        |
| 功能組別 | 區域市政局             | 曹紹偉   |          | 自 自民聯 | 贊成          | 缺席          | 反對        |

## 結果
跟以往的功能組別最大的不同之處，就是新九組的選舉方法。任何在1991年人口普查中報稱從事其中一個行業的在職人士，都會自動成為新九組其中一組的選民，當時的選舉事務委員會還選用了“在職人士多一票”作為宣傳口號。因為新九組都是一人一票產生的，而選民數目高達106萬，所以這九個議席變相成了直選議席。當時的北京政府認為彭定康是鑽《香港特別行政區基本法》的漏洞而大表不滿，他因而被當時任職港澳辦主任的魯平罵作「千古罪人」。最後，北京政府宣佈「直通車」（即原來中英政府協定最後一屆立法局會自動過渡成為第一屆特區立法會）不再有效；並決定「另起爐灶」，成立預委會以及臨時立法會。
透過這九個新界別而進入立法局的議員，當中五名為泛民主派，一名為傳統親中派（工聯會），另外三名為工商界建制派（自由黨），計有：
1. 漁農、礦產、能源及建造界：曾健成
2. 紡織及製衣界：梁耀忠
3. 製造界：李卓人
4. 進出口界：唐英年
5. 批發及零售界：周梁淑怡
6. 酒店及飲食界：陳榮燦
7. 運輸及通訊界：劉健儀
8. 金融保險地產及商業服務界：鄭家富
9. 公共、社會及個人服務界：黃錢其濂

## 影響
1997年，特區政府研究第一屆立法會功能界別選舉時，有一少部分人建議以新九組作為新的功能組別，但政府沒有採納這個意見，並最後以當時的廿八個功能界別（包括當時新增的體育、演藝、文化及出版界功能界別、資訊科技界功能界別，勞工界功能界別增加一席）選出議員，2000年，由於市政局、區域市政局因《提供市政服務（重組）條例草案》而被解散的關係，飲食界功能界別、區議會（第一）功能界別則取代兩個市政局成為立法會功能界別。
2000年代初期，在討論香港政治制度改革初期，仍有一些人士建議香港立法會的功能界別可以仿效這個做法，以達致接近普及選舉的效果。但現時所有泛民主派人士要求直接將功能界別取消，所有議席最終都是直選產生。與此同時，部份建制派人士為保留功能界別，支持增加功能界別民主成份，例如梁愛詩。
2011年，特區政府及北京政府接納民主黨的建議，推出區議會（第二）功能界別，把非功能界別的選民全數歸納於這個界別中，以比例代表制選出五名議員，故這個界別又稱「超級區議會」，與新九組雷同，大幅增加了功能界別的選民，變相成為直選議席。其後在2021年香港政治制度改革中，因為泛民主派控制大多數區議會民選議席而被廢除。

## 外部連結
- 立法局新九組－各行有代表 在職多一票 30秒廣告 （页面存档备份，存于）
- 立法局新九組－各行有代表 在職多一票 一分鐘廣告 （页面存档备份，存于）